# Orange, Connecticut
Orange, kommun (town) i New Haven County, Connecticut, USA med cirka 13 233 invånare (2000). Här fanns fram till 1990-talet det amerikanska högkvarteret för Saab-Scania, innan personbilsdivisionen Saab i GMs regi flyttade till Atlanta och Scania drog sig ur den nordamerikanska marknaden.